# Опоссум Робинсона
Опоссум Робинсона (Marmosa robinsoni) — млекопитающее семейства опоссумов. Видовое название дано в честь американского военного Вирта Робинсона (1864–1929).
Вид распространён от Белиза на севере до Перу на юге. Он также встречается в Венесуэле и Тринидаде и Тобаго. Обитает в тропических и субтропических лесах на высоте 2000 метров над уровнем моря. Этот вид ведёт древесный, ночной образ жизни. Питается фруктами и насекомыми.